# Margherita Tudor
Margherita Tudor (Londra, 28 novembre 1489 – Castello di Methven, 18 ottobre 1541) è stata una principessa inglese, e regina consorte di Scozia come moglie del re Giacomo IV.

## Biografia

### Famiglia e primo matrimonio
Seconda figlia del re Enrico VII d'Inghilterra e della regina consorte, Elisabetta di York, ebbe un fratello maggiore, Arturo Tudor, principe di Galles, e un fratello minore, Enrico VIII. Inoltre fu madre del re Giacomo V di Scozia, quindi nonna sia della regina Maria Stuart sia del di lei consorte Enrico Stuart, Lord Darnley. Intelligente ed energica, a tredici anni il padre la destinò in moglie a Giacomo IV di Scozia, ventinovenne amante delle donne. Mentre erano in corso le trattative, l'amante di Giacomo, la bella lady Margaret Drummond, morì in circostanze misteriose. Umiliata dai continui tradimenti del marito e afflitta dalla nostalgia di casa, Margherita scriveva disperate lettere al padre per lamentarsi della sua sorte infelice. Il matrimonio scozzese durò undici anni: nel 1513, in seguito alla battaglia di Brankston Hill, presso Flodden, Giacomo la lasciò vedova.
Margherita si ritrovò inoltre reggente del figlio Giacomo V e governò la Scozia, fino alla sua maggiore età, con mano ferma e autoritaria. Il suo governo però, soprattutto perché guidato da una donna, ricevette critiche e perplessità. Il matrimonio di Margherita con Archibald Douglas, conte di Angus, fu visto con disprezzo dai nobili scozzesi, che non desideravano che un loro pari assurgesse a un rango tanto alto; nemmeno i francesi, storicamente vicini alla corte scozzese, apprezzarono quest'unione. Il risultato fu che Margherita perse la reggenza in favore di John Stewart, II duca di Albany. Mentre Margherita era assediata da Albany a Stirling e perdeva il controllo sui figli, il suo secondo marito si ritirò nelle sue proprietà nell'Angus.
Margherita venne sconfitta e fu costretta a fuggire a Morpeth, in Inghilterra, dove i coniugi si ricongiunsero nel 1516 e l'anno dopo tornarono in patria nel tentativo, vano, di riuscire a riappacificarsi con il duca. Il matrimonio, per quanto recente, non si preannunciava tranquillo, durante l'assenza di Margherita: Archibald aveva avuto una figlia illegittima da Jane di Traquair e dopo il ritorno della moglie non si fece scrupolo di vivere con lei e la bambina in una tenuta di proprietà di Margherita. Margherita non era da meno: infastidita dall'approfittarsi del marito delle sue terre e del suo appannaggio vedovile, ma anche dalla presenza della piccola, cominciò a riagganciare i rapporti con il duca di Albany affinché potesse divorziare da Archibald. Non sarebbe andata meglio nella generazione successiva: Giacomo V, infatti, sarebbe morto, lasciando sul trono una figlia di pochi giorni, Maria Stuarda, e sua moglie, Maria di Guisa, come reggente.

### Gli altri matrimoni
Il secondo matrimonio con Archibald Douglas, VI conte di Angus, si rivelò dunque ben presto infelice. Margherita, però, non si perse d'animo: era una donna autonoma e autorevole e si consolò con vari amanti, destando però le aspre critiche di suo fratello Enrico.
Uno dei suoi amanti, il lord cancelliere Henry Stewart, divenne prima suo convivente, benché fosse anch'egli già sposato, e in seguito il suo terzo marito. Ciò fu possibile grazie a una dispensa papale.
Vedendo la possibilità data dal papa alle sorelle Margherita e Maria Tudor di sposare uomini divorziati, anche Enrico si persuase di poterne usufruire per la sua causa: ripudiare Caterina d'Aragona, che non era stata capace di dargli figli maschi, e poter sposare la sua favorita Anna Bolena.

### Morte
Margherita morì nel castello di Methven, in Perthshire.
La dinastia Tudor finì con la figlia di Enrico VIII, Elisabetta I d'Inghilterra, morta nubile e senza figli. Salì al trono inglese il già re di Scozia Giacomo VI, figlio di Maria I di Scozia, col nome di Giacomo I d'Inghilterra. Con Giacomo, quindi, si avverò ciò che Enrico VIII aveva temuto e cercato di evitare nel suo testamento: la successione di un sovrano scozzese sul trono d'Inghilterra.

## Ascendenza
|                          |                                         |                                               | Genitori                              |  |  | Nonni |  |  | Bisnonni   |  |  | Trisnonni         |  |
|                          |                                         |                                               |                                       |  |  |       |  |  | Owen Tudor |  |  | Maredudd ap Tudur |  |
|                          |                                         |                                               |                                       |  |  |       |  |  | Owen Tudor |  |  | Maredudd ap Tudur |  |
|                          |                                         | Margaret ferch Dafydd                         |                                       |  |  |       |  |  | Owen Tudor |  |  |                   |  |
| Edmondo Tudor            |                                         |                                               |                                       |  |  |       |  |  | Owen Tudor |  |  |                   |  |
|                          |                                         | Caterina di Valois                            | Carlo VI di Francia                   |  |  |       |  |  |            |  |  |                   |  |
|                          |                                         | Caterina di Valois                            | Carlo VI di Francia                   |  |  |       |  |  |            |  |  |                   |  |
|                          |                                         | Caterina di Valois                            | Isabella di Baviera                   |  |  |       |  |  |            |  |  |                   |  |
| Enrico VII d'Inghilterra |                                         | Caterina di Valois                            |                                       |  |  |       |  |  |            |  |  |                   |  |
|                          |                                         | John Beaufort, I duca di Somerset             | John Beaufort, I conte di Somerset    |  |  |       |  |  |            |  |  |                   |  |
|                          |                                         | John Beaufort, I duca di Somerset             | John Beaufort, I conte di Somerset    |  |  |       |  |  |            |  |  |                   |  |
|                          |                                         | John Beaufort, I duca di Somerset             | Margaret Holland                      |  |  |       |  |  |            |  |  |                   |  |
| Margaret Beaufort        |                                         | John Beaufort, I duca di Somerset             |                                       |  |  |       |  |  |            |  |  |                   |  |
|                          |                                         | Margaret Beauchamp di Bletso                  | Roger Beauchamp, barone di Bletso     |  |  |       |  |  |            |  |  |                   |  |
|                          |                                         | Margaret Beauchamp di Bletso                  | Roger Beauchamp, barone di Bletso     |  |  |       |  |  |            |  |  |                   |  |
|                          |                                         | Margaret Beauchamp di Bletso                  | Edith Stourton                        |  |  |       |  |  |            |  |  |                   |  |
| Margherita Tudor         |                                         | Margaret Beauchamp di Bletso                  |                                       |  |  |       |  |  |            |  |  |                   |  |
|                          | Riccardo Plantageneto, III duca di York | Riccardo Plantageneto, III conte di Cambridge |                                       |  |  |       |  |  |            |  |  |                   |  |
|                          | Riccardo Plantageneto, III duca di York | Riccardo Plantageneto, III conte di Cambridge |                                       |  |  |       |  |  |            |  |  |                   |  |
|                          | Riccardo Plantageneto, III duca di York | Anna Mortimer                                 |                                       |  |  |       |  |  |            |  |  |                   |  |
| Edoardo IV d'Inghilterra | Riccardo Plantageneto, III duca di York |                                               |                                       |  |  |       |  |  |            |  |  |                   |  |
|                          |                                         | Cecilia Neville                               | Ralph Neville, I conte di Westmorland |  |  |       |  |  |            |  |  |                   |  |
|                          |                                         | Cecilia Neville                               | Ralph Neville, I conte di Westmorland |  |  |       |  |  |            |  |  |                   |  |
|                          |                                         | Cecilia Neville                               | Joan Beaufort                         |  |  |       |  |  |            |  |  |                   |  |
| Elisabetta di York       |                                         | Cecilia Neville                               |                                       |  |  |       |  |  |            |  |  |                   |  |
|                          |                                         | Richard Woodville                             | Richard Wydevill                      |  |  |       |  |  |            |  |  |                   |  |
|                          |                                         | Richard Woodville                             | Richard Wydevill                      |  |  |       |  |  |            |  |  |                   |  |
|                          |                                         | Richard Woodville                             | Elizabeth Bodulgate                   |  |  |       |  |  |            |  |  |                   |  |
| Elisabetta Woodville     |                                         | Richard Woodville                             |                                       |  |  |       |  |  |            |  |  |                   |  |
|                          |                                         | Giacometta di Lussemburgo                     | Pietro I di Lussemburgo-Saint Pol     |  |  |       |  |  |            |  |  |                   |  |
|                          |                                         | Giacometta di Lussemburgo                     | Pietro I di Lussemburgo-Saint Pol     |  |  |       |  |  |            |  |  |                   |  |
|                          |                                         | Giacometta di Lussemburgo                     | Margherita Del Balzo                  |  |  |       |  |  |            |  |  |                   |  |
|                          |                                         | Giacometta di Lussemburgo                     |                                       |  |  |       |  |  |            |  |  |                   |  |

## Discendenza
Dal primo matrimonio, con Giacomo IV, nacquero:
- Giacomo, duca di Rothesay (21 febbraio 1507-27 febbraio 1508);
- Figlia (nata e morta il 15 luglio 1508 a Holyrood Palace);
- Arturo, duca di Rothesay (20 ottobre 1509-14 luglio 1510);
- Giacomo V (10 aprile 1512-14 dicembre 1542), re di Scozia;
- Figlia nata prematura (nata e morta nel novembre 1512 a Holyrood Palace);
- Alessandro, duca di Ross (30 aprile 1514-18 dicembre 1515).

Dal secondo matrimonio, con Angus, ebbe:
- Margaret Douglas (8 ottobre 1515 - 9 marzo 1578), che sposò Matthew Stuart, quarto conte di Lennox, da cui ebbe Enrico Stuart, Lord Darnley, secondo marito di Maria Stuarda.

Dal terzo matrimonio, con Henry Stewart, nacque:
- Dorotea Stuart (1529-?)

La discendenza di Margherita Tudor regna tuttora nel Regno Unito.